# Bistolida ursellus
Bistolida ursellus là một loài ốc biển, là động vật thân mềm chân bụng sống ở biển trong họ Cypraeidae, họ ốc sứ.

## Phân loài và dạng
- Bistolida ursellus amoeba (Schilder, F.A. & M. Schilder, 1938) [2]

## Phân bố
Loài này phân bố ở biển dọc theo New Hebrides.